# Vannella caledonica
Vannella caledonica – gatunek ameby należący do rodziny  Vannellidae z supergrupy Amoebozoa według klasyfikacji Cavaliera-Smitha.
Forma pełzająca jest kształtu wachlarzowatego, często posiada nierówną przednia krawędź. Hialoplazma zajmuje około połowę całkowitej długości pełzaka. Osobnik dorosły osiąga wielkość 10 – 25 μm. Posiada pojedyncze jądro o średnicy 2,8 – 4,7 μm z centralnie umieszczonym jąderkiem.
Forma swobodnie pływająca bez pseudopodiów.
Występuje w morzu.